# Józef Klejnot-Turski
Józef Klejnot-Turski (ur. 20 czerwca 1889 w Tallinnie, zm. 25 sierpnia 1958 w Bydgoszczy) – kapitan żeglugi wielkiej, żeglarz, wykładowca w szkoły morskiej w Tczewie, pierwszy prezes Polskiego Związku Żeglarskiego, założyciel pierwszego w Wolnym Mieście Gdańsku Polskiego Klubu Morskiego (1922), zwolennik budowy morskiego portu w Tczewie, przeciwnik rozbudowy Gdyni. Działacz polonijny w Rosji w okresie I Wojny Światowej i założyciel dwóch szkół Macierzy Polskiej w Moskwie, oficer w wojnie polsko-bolszewickiej 1920 r. i w Lądowej Obronie Wybrzeża 1939 r. W niewoli w oflagach w Prenzlau i Gross Born.
Spoczywa na cmentarzu w Bydgoszczy.